# Paulo Afonso Vieira
Paulo Afonso Evangelista Vieira (Teresina, 10 de mayo de 1958) es un político brasileño, afiliado al PMDB de Santa Catarina.
Fue diputado en la Asamblea Legislativa de Santa Catarina entre 1987 y 1991 por el PMDB. Fue gobernador del estado de Santa Catarina, de 1995 a 1999, siendo elegido en el segundo turno frente a Ângela Amin. Su mandato estuvo marcado por una tentativa frustrada de proceso de destitución, que perjudicó su reputación. Tras las elecciones de 1998, a las que se presentó y fue derrotado por Esperidião Amin Helou Filho, fue condenado a tres años de inhabilitación por irregularidad de fondos en su campaña.
Tras el fin de su inhabilitación fue elegido diputado en las elecciones de 2002.